# 俄沙關係
俄沙關係或沙俄关系(俄語：Российско-саудовские отношения)，泛指俄羅斯聯邦與沙烏地阿拉伯王國之間的外交關係。這兩個國家被稱為兩個石油超級大國，其原油產量約佔世界原油產量的四分之一。

## 歷史
第一個與內志與漢志王國（1932年之前的沙烏地阿拉伯國名）建立全面外交關係的國家是蘇聯。兩國關係始於 1926 年， 當時是莫斯科對抗英國的一種手段。

## 外部連結
- （俄語） Documents on the Russia – Saudi Arabia relationship at the Russian Ministry of Foreign Affairs

### 外交代表機構
- （阿拉伯語和俄語） Embassy of the Kingdom of Saudi Arabia in The Russian Federation
- （俄語） Consulate-General of Russia in Jeddah